# 1987년 한국프로야구 신인 드래프트
1987년 한국프로야구 신인선수 지명회의는 지역 연고를 바탕으로 한 '1차 지명'과 지역 연고에 상관없이 지명하는 '2차 지명'으로 이루어져 있다.

## 1차 지명
- 구단 순서는 A~Z, 가나다 순.

※이름에 가로줄이 그어진 것은 구단이 해당 선수에 대한 지명권을 포기했음을 의미함.
| 구단          | 성명       | 출신학교                          | 포지션 | 지명순위 | 비고                                      |
| ------------- | ---------- | --------------------------------- | ------ | -------- | ----------------------------------------- |
| MBC 청룡      | 노찬엽     | 배재고등학교 - 고려대학교         | 외야수 | 1순위    |                                           |
| MBC 청룡      | 정태관     | 대광고등학교-인천전문대학교       | 외야수 | 2순위    |                                           |
| MBC 청룡      | 김영직     | 휘문고등학교-영남대학교-상업은행  | 외야수 | 3순위    |                                           |
| OB 베어스     | 조재환     | 중앙고등학교-원광대학교           | 외야수 | 1순위    | 지명권 양도 (해태)                        |
| OB 베어스     | 김경남     | 동대문상업고등학교-인천전문대학교 | 투수   | 2순위    |                                           |
| OB 베어스     | 김태진     | 동대문상업고등학교-중앙대학교     | 투수   | 3순위    |                                           |
| 롯데 자이언츠 | 김종석     | 부산고등학교-한양대학교           | 투수   | 1순위    | 모교인 前 부산중학교 야구부 감독          |
| 롯데 자이언츠 | 정국헌     | 마산고등학교=중앙대학교           | 외야수 | 2순위    |                                           |
| 롯데 자이언츠 | 김용권     | 마산고등학교-건국대학교           | 외야수 | 3순위    |                                           |
| 빙그레 이글스 | 안성수     | 북일고등학교-한양대학교           | 투수   | 1순위    |                                           |
| 빙그레 이글스 | 김대중     | 세광고등학교-동아대학교           | 투수   | 2순위    |                                           |
| 빙그레 이글스 | 이중화     | 청주고등학교-동국대학교           | 외야수 | 3순위    |                                           |
| 삼성 라이온즈 | 장태수     | 대구고등학교-한양대학교           | 투수   | 1순위    |                                           |
| 삼성 라이온즈 | 류중일     | 경북고등학교-한양대학교           | 내야수 | 2순위    |                                           |
| 삼성 라이온즈 | 강기웅     | 대구고등학교-영남대학교           | 내야수 | 3순위    |                                           |
| 청보 핀토스   | 이경민     | 인천고등학교-고려대학교           | 외야수 | 1순위    |                                           |
| 청보 핀토스   | 박원진     | 인천고등학교=고려대학교           | 투수   | 2순위    |                                           |
| 청보 핀토스   | 임성주     | 인천고등학교-경희대학교           | 외야수 | 3순위    |                                           |
| 해태 타이거즈 | 백인수     | 군산상업고등학교-동국대학교       | 내야수 | 1순위    | 개명 전 백인호                            |
| 해태 타이거즈 | 박철우     | 광주제일고등학교-동국대학교       | 내야수 | 2순위    | 現 두산 베어스 1군 벤치코치 (2022.06.25~) |
| 해태 타이거즈 | (故)김만후 | 전주고등학교-원광대학교           | 내야수 | 3순위    | 2015년 간암으로 별세하여 사망             |

## 2차 지명
2차 지명 구단 순서는 1986년 리그 순위의 역순이다.
※이름에 가로줄이 그어진 것은 구단이 해당 선수에 대한 지명권을 포기했음을 의미함.
| 지명 순위 | 빙그레                 | 청보                 | 롯데                 | OB                   | MBC                     | 삼성                 | 해태                 |
| --------- | ---------------------- | -------------------- | -------------------- | -------------------- | ----------------------- | -------------------- | -------------------- |
| 1         | 이동석 (동국대,투수)   | 이상훈 (연세대,투수) | 박태호 (영남대,내야) | 박희종 (동국대,투수) | 황윤태 (동아대,외야)    | 이현택 (동아대,투수) | 조용호 (한양대,외야) |
| 1         | 이정훈 (동아대,외야)   | 최진영 (영남대,투수) | 박태호 (영남대,내야) | 박희종 (동국대,투수) | 황윤태 (동아대,외야)    | 이현택 (동아대,투수) | 조용호 (한양대,외야) |
| 2         | 정상진 (동아대,외야)   | 박성현 (원광대,내야) | 전종화 (영남대,포수) | 진상봉 (경성대,외야) | [윤희정 (성균관대,내야) | 전용우 (동아대,포수) |                      |
| 3         | 이상철 (동국대,포수)   | 최창호 (경북고,투수) | 정인조 (건국대,투수) | 박병준 (원광대,외야) | 양영훈 (영남대,내야)    | 김종갑 (경남대,외야) |                      |
| 4         | 이규황 (건국대,포수)   | 이호성 (연세대,외야) |                      |                      | 김낙진 (중앙대,내야)    | 김정수 (영남대,외야) |                      |
| 5         | 곽경탁 (한일은행,외야) | 노재룡 (동국대,내야) |                      |                      | 최낙기 (경성대,포수)    | 장문영 (한양대,투수) |                      |